# Danie Gerber
Daniël Mattheus Gerber (Puerto Elizabeth, 14 de abril de 1958) es un exjugador sudafricano de rugby, que se desempeñaba como centro.
Danie Gerber es considerado el mejor centro de los años 80 junto a Philippe Sella, uno de los mejores jugadores que dio su país y de la historia. Desde 2015, es miembro del Salón de la Fama de la World Rugby.

## Carrera
Centenario de la World Rugby
Fue uno de los invitados de honor al Centenario de la World Rugby, su convocatoria junto a la de sus compatriotas significó un repudio mundial al rugby. Gerber disputó los dos partidos.

## Selección nacional
En 1981 la World Rugby decidió suspender al seleccionado de Sudáfrica por su política del apartheid y los conflictos que derivaron del mismo durante la gira de los Springboks a Nueva Zelanda ese año. A pesar de la suspensión impuesta por el Comité, Sudáfrica pudo jugar contra Argentina en 1982, con el nombre de Sudamérica XV, con Inglaterra en 1984 desobedeciendo a la WR y con los rebeldes New Zealand Cavaliers que desobedecieron la sanción y partieron de gira a Sudáfrica en 1986.
Por el boicot en 1981, Danie Gerber solo jugó 24 partidos para los Springboks y no pudo jugar en las copas mundiales de Nueva Zelanda 1987 e Inglaterra 1991.

## Palmarés
- Campeón del Campeonato Nacional de Excelencia de 1993-94.